# ドクター (スタートレック)

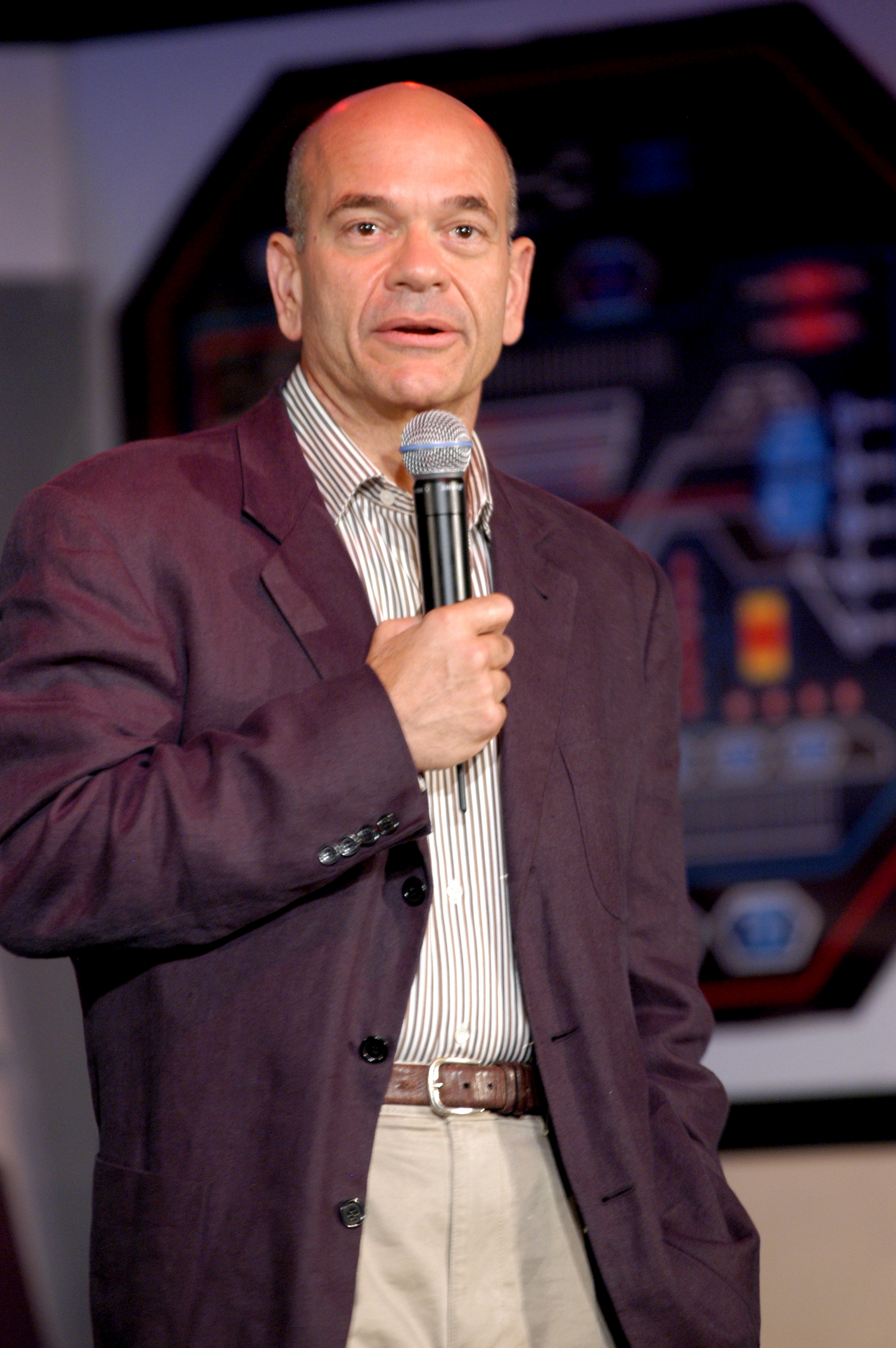
ドクターを演じたロバート・ピカード

ドクター（英: Doctor）はテレビドラマ『スタートレック:ヴォイジャー』に登場する人物の一人。メインキャラクターの一人として登場する。演じるのはロバート・ピカード。日本語版の吹き替えは中博史。

## 人物
ドクターは人間ではなくU.S.S.ヴォイジャーに搭載された緊急用医療ホログラムが長期間活動したことにより個性を手に入れた人物。デルタ宇宙域に強制移動させられたU.S.S.ヴォイジャーでは正規の医療部員が全滅してしまったため、本来は緊急時のみ使われるはずの緊急用医療ホログラムが、開発時の想定を越えた長期間稼動させられる事になった。その結果、様々な経験を積んだ緊急用医療ホログラムは次第に人間らしさを身につけた。特にオカンパ人のケスはドクターを人間と同様に扱い、その事が初期のドクターの人間性発達に大きく影響した。
また、長期運用への必要性から、プログラムへ様々な改変が行われ、趣味としてホログラム写真撮影やゴルフ、オペラのアリアを歌い、『ドン・カルロ』の練習をするまでになっていく。さらに、単なる医務室の備品扱いから他の乗員と同等の権利を認められ、名実ともに医療主任ドクターとして親しまれるようになった。名称に関しては「ファン・ゴッホ」など「ドクター」以外の名前を名乗ろうとした事は何度かあったが、いずれもその回限りであった。
当初は医務室とホロデッキにしか現れる事が出来なかったが、あるエピソードで未来の惑星連邦の技術であるモバイルホロエミッタを手に入れ、ホログラム投影装置の設置されていない場所へも移動できるようになった。性格は、ナルシストな傾向があり、自分自身をハンサムであると考えたり、オペラを歌っている自分に酔いしれたり、自ら企画・開催したホログラム写真鑑賞会で延々と自作の写真を映写し悦に入ったりする。しかし、これらに巻き込まれた他クルーにはうんざりされていることがほとんどである。また、恋愛感情のようなものをも獲得し、ヴィディア人のダナラ・ペルやセブン・オブ・ナインに恋心を抱いたこともある。念願であった生みの親であるジマーマン博士との対面は、レジナルド・バークレー大尉の尽力などにより果たされたが、博士の性格が元来、頑固で偏屈だった上に病気を患っていたことで、より短気で毒舌家になっており大喧嘩をしてしまうが、最終的にはバークレーやディアナ・トロイ、博士の助手ホログラムなどの助けもあって、ジマーマン博士と和解する事が出来た。
上記の追加プログラムには歌、絵画、写真撮影、ゴルフ、性交渉、チェスなど多数の物があり、本来の緊急用医療ホログラムを超えた存在になっている。
地球に帰還後、新たに建造されたヴォイジャーA型に乗務している。
『スタートレック：ディスカバリー』のスピンオフドラマシリーズである『Star Trek: Starfleet Academy (TV series) 』に出演予定。

## 緊急司令ホログラム
緊急司令ホログラム（英: emergency command hologram、ECH）第124話に登場したドクターの追加プログラムの一つで、ヴォイジャーの士官全員が行動不能になった時などに艦を指揮するためのもの。姿は緊急用医療ホログラムと同じだが制服の色と階級章が異なる。元々はドクターの妄想（白昼夢）の産物で、その機能を実装するようジェインウェイ艦長に進言して却下されたが、その直後に接触してきた異星人との交渉のため外見だけ緊急司令ホログラムの状態になっている。
彼が夢想した緊急司令ホログラムは後に実現し、第162話、第163話でジェインウェイ艦長以下大多数のクルーが異星人に拉致され不在となった時は実際に艦の指揮を執った。